# Turulung
Turulung (in ungherese Túrterebes, in ucraino Теребіш?, Terebiş) è un comune della Romania di 3 851 abitanti, ubicato nel distretto di Satu Mare, nella regione storica della Transilvania. 
Turulung è un comune di lingua ungherese. La maggior parte degli abitanti è cattolico (la maggioranza di rito romano - circa 1.900 - mentre gli altri - circa 350 - di rito greco). Ci sono anche cristiani riformati (100 fedeli).
Turulung in un arco di 17 anni ha dato 3 vescovi per la Chiesa Romana: Pál Reizer (vescovo di Satu Mare: 1990-2002), Jenő Schönberger (vescovo di Satu Mare: 2003- ) e Ferenc Cserháti (vescovo ausiliare di Esztergom-Budapest, vescovo degli ungheresi fuori le frontiere: 2007- ).
Il comune è formato dall'unione di 3 villaggi: Drăgușeni, Turulung, Turulung-Vii.